# The Criminal Code
The Criminal Code (Brasil: O Código Criminal / Portugal: Código Criminal) é um filme norte-americano de 1931, do gênero policial, dirigido por Howard Hawks e estrelado por Walter Huston e Phillips Holmes.